# ROKS No Jeok Bong
Le ROKS No Jeok Bong (LST-689) est un navire de débarquement de chars de la marine de la république de Corée, le quatrième et dernier navire de la classe Cheon Wang Bong et le troisième à être livré par le constructeur naval sud-coréen Hyundai Heavy Industries.

## Carrière
Le ROKS No Jeok Bong (LST-689) a été construit au chantier naval Hyundai Heavy Industries à Ulsan. Il a été lancé le 2 novembre 2017 et mis en service le 21 novembre 2018.
L’Administration du programme d'acquisition de la défense (DAPA) de la Corée du Sud avait déclaré que le navire serait livré à la marine en novembre 2018 et mis en service en 2019. Le No Jeok Bong est nommé d’après l’un des sommets de la montagne Yudal à Mokpo, dans la province du Jeolla du Sud.